# Stake Land
Stake Land (bra: Stake Land - Anoitecer Violento) é um filme americano de terror pós-apocalíptico sobre vampiros de 2010, dirigido por Jim Mickle e estrelado por Nick Damici, que co-escreveu o roteiro com Mickle. Também é estrelado por Connor Paolo, Danielle Harris e Kelly McGillis. A trama gira em torno de um jovem órfão sendo colocado sob a proteção de um caçador de vampiros conhecido apenas como "Mister", e a batalha pela sobrevivência em sua busca por um porto seguro.

## Elenco
- Nick Damici como Mister, caçador de vampiros parecidos com zumbis que coloca Martin sob sua proteção enquanto viaja para o norte.
- Connor Paolo como Martin, no início da adolescência, quando conheceu o Mister.
- Michael Cerveris como Jebedia Loven, um líder de culto que afirma que os vampiros são enviados para fazer o trabalho dele e do Senhor.
- Danielle Harris como Belle, uma jovem que está grávida quando começa a viajar com Mister e Martin. De acordo com Damici, Belle foi originalmente escrita como uma personagem mais velha e uma espécie de interesse amoroso do Mister. Depois de entrevistar Harris, Damici achou que ela parecia mais a "neta" de seu personagem e que eles poderiam reescrever o roteiro de acordo.[4]
- Kelly McGillis como Irmã, uma freira salva de dois estupradores por Mister e Martin, que então começa a viajar com eles. Stake Land foi o primeiro longa-metragem de McGillis após um hiato de dez anos na atuação.[5]
- Sean Nelson como Willie, um ex-fuzileiro naval pego na estrada.
- Bonnie Dennison como Peggy, um pouco mais velha que Martin, ela é encontrada morando sozinha em uma lanchonete à beira da estrada.
- Chance Kelly como oficial Harley
- Tim House como xerife
- Larry Fessenden como o barman da estalagem. Fessenden também produziu o filme.[6]
- Adam Scarimbolo como Kevin
- Marianne Hagan como Dra. Foley

## Prequelas
Os produtores, Glass Eye Pix, criaram sete webisódios como prequelas ambientadas durante o início do apocalipse, para coincidir com o lançamento do filme.
- Origins (dirigido por Larry Fessenden): Um menino está filmando seu pai, um açougueiro, trabalhando para um projeto escolar. Ele continua filmando a família jantando enquanto uma reportagem sobre a praga pode ser ouvida ao fundo. Mais tarde, o menino sai para ver o pai, mas o homem, transformado em vampiro, começa a perseguir o menino, que volta correndo para sua casa e é atacado pela mãe, também transformada. O pai então corta a cabeça do corpo do menino.
- The Day I Told My Boyfriend (escrito e dirigido por Graham Reznik, história de Nick Damici): Belle conta ao namorado sobre sua gravidez enquanto eles andam de carro. Eles se envolvem imediatamente em um acidente de carro e Belle, presa no carro destruído e virado de cabeça para baixo, vê seu namorado imóvel sendo arrastado para um campo.
- Jebedia (escrito e dirigido por Larry Fessenden): Jebedia Loven lê a Bíblia enquanto faz uma tatuagem na nuca.
- Willie (escrito e dirigido por Danielle Harris, história de Nick Damici): O ex-fuzileiro naval Willie está caminhando por uma área rural, arrastando um corpo. Ele chega a uma árvore onde outro corpo está pendurado. Ele se ajoelha, usando um rosário para rezar antes de continuar sua jornada sozinho pela floresta.
- Sister (dirigido por J. T. Petty, história de Nick Damici): A irmã está sozinha em sua igreja. Um corpo envolto em pano começa a se contorcer e outros corpos envoltos são revelados. A irmã os arrasta para fora e os encharca com gás, depois começa a orar. Um caminhão para e três homens descem, dois deles vestidos com vestes da Irmandade. Um deles tira as vestes para revelar que está nu por baixo. A irmã joga uma vela acesa sobre os cadáveres e olha para os homens.
- Martin (Escrito e dirigido por Glenn McQuaid): Martin está tendo um sonho sobre si mesmo e a peste, quando sua mãe o acorda e lhe diz para fazer uma mala. Ele ouve barulhos do lado de fora de casa, mas se junta à mãe para sair. Ambos os personagens estão vestindo as mesmas roupas da cena inicial do filme.
- Mister (dirigido por Larry Fessenden, escrito por Nick Damici): Mister  segue para a casa de sua infância na floresta, onde seu pai teve que atirar em sua mãe depois que ela se transformou. O pai então morre, e o Senhor recupera o pingente de caveira do pescoço antes de enterrar ele e sua mãe.

## Produção
Stake Land foi originalmente idealizado por Mickle e Damici, que trabalharam juntos no filme Mulberry Street em 2006, como uma série na web sobre um caçador de vampiros que eles poderiam produzir barato, "nos fins de semana". Eles desenvolveram quarenta roteiros de 8 minutos e os levaram ao produtor Larry Fessenden, que sugeriu um longa-metragem. Fessenden, produtor do filme e mentor de Mickle, rejeitou um roteiro inicial que sentiu falta de ânimo. Mickle concordou e retrabalhou o roteiro para enfatizar sentimentos de isolamento em vez de derramamento de sangue. Mickle e Damici queriam especificamente incluir momentos felizes e cooperação no roteiro, pois sentiam que muitos filmes pós-apocalípticos eram incessantemente cinzentos. Extremistas religiosos foram adicionados para mostrar o seu efeito tóxico na sociedade. Eles também queriam enfatizar a realidade e evitavam sequências de ação excessivamente estilizadas. Mickle e Damici também queriam enfatizar mais do que apenas monstros e uma praga de vampiros. Mickle afirma que queria fazer um filme que ainda funcionasse sem os elementos de terror. Mickle não sabia da história de Danielle Harris nos filmes de terror e estava mais familiarizado com o trabalho dela em sitcoms.
As filmagens ocorreram na Pensilvânia, no norte do estado de Nova Iorque e nas Montanhas Catskill. Houve um hiato de três meses no cronograma de filmagens para que as estações pudessem mudar para as filmagens externas. As filmagens duraram 26 dias. A longa tomada do assentamento dos sobreviventes, com os vampiros sendo abandonados pela irmandade, não foi originalmente planejada dessa forma, mas evoluiu à medida que as limitações de tempo forçaram a cena a ser filmada em um único dia. Mickle decidiu que a melhor maneira de resolver os problemas de tempo seria acabar com isso em uma única tomada. No final, apenas alguns frames foram editados para remover a má atuação dos extras. A trilha sonora foi interpretada por Jeff Grace, regular do Glass Eye Pix, cujo trabalho em The Last Winter impressionou Mickle.

## Lançamento
O filme estreou em uma tela em 22 de abril de 2011 e arrecadou US$ 7.258 na primeira semana. Em sua segunda semana, o filme se expandiu para cinco telas e arrecadou US$ 8.437 adicionais. O faturamento interno total do filme em sua exibição limitada nos cinemas foi de US$ 33.245. Foi lançado em vídeo caseiro em 2 de agosto de 2011.

## Recepção
O filme recebeu críticas bastante positivas com o Rotten Tomatoes dando ao filme uma classificação de 75% "fresco" em 60 críticas; o consenso afirma: "Embora o gênero esteja bem desgastado neste ponto, o diretor Jim Mickle se concentra em uma caracterização forte e uma atmosfera misteriosa para criar um chiller de vampiro apocalíptico eficaz que também consegue dar um soco cruel." No site Metacritic, que atribui aos filmes uma pontuação média ponderada de 0 a 100, o filme recebeu uma pontuação de 66 com base em 15 críticos convencionais, indicando "críticas geralmente favoráveis."
Roger Ebert, do Chicago Sun-Times, deu ao filme três estrelas de quatro, escrevendo que "o diretor Jim Mickle, que co-escreveu o filme com sua estrela, Nick Damici, criou uma visão apocalíptica bonita, bem interpretada e atmosférica." Alissa Simon, da Variety, chamou-o de "um thriller de terror de baixo orçamento altamente satisfatório." Serena Whitney do Dread Central avaliou-o com quatro de cinco estrelas e chamou-o de "um thriller tenso repleto de emoções emocionantes por trás dele." Jeannette Catsoulis do The New York Times nomeou-o como Escolha dos Críticos do NYT e chamou-o de "excepcionalmente tenso." Salon fez dele a "escolha da semana" e elogiou-o por seu foco nos personagens e não nos monstros. No entanto, Joshua Rothkopf da Time Out New York avaliou-o com uma de cinco estrelas e escreveu: "Você realmente não deveria ver Stake Land - mesmo se estiver com disposição para emoções relaxadas e pouco inspiradas do fim do mundo com vampiros."
O filme foi exibido no Festival Internacional de Cinema de Toronto (TIFF) de 2010, onde ganhou o Midnight Madness Cadillac People's Choice Award.

## Sequência
Em junho de 2016, foi revelado que uma sequência havia sido filmada e seria lançada como filme original da Syfy no final do ano.
A sequência, intitulada Stake Land II, estreou na Syfy em 15 de outubro de 2016.